# Taktshang

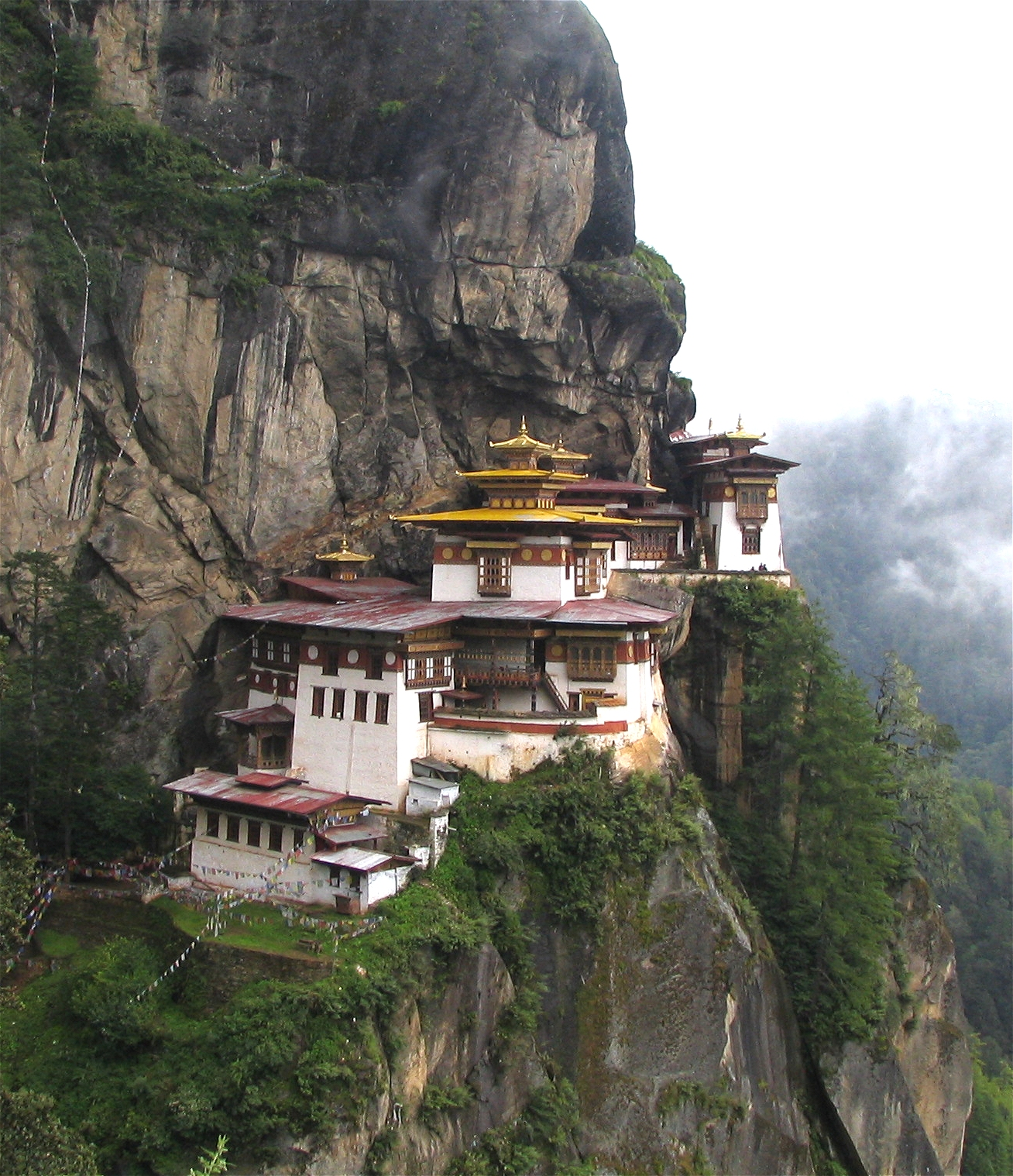
Taktshang.

Taktshang est le plus célèbre des monastères bouddhistes du Bhoutan. Il est accroché à une falaise à 3 120 mètres d'altitude, à environ 700 mètres au-dessus de la vallée du Paro Chhu.
Parmi les visiteurs célèbres du monastère, on peut citer Ngawang Namgyal au XVIIe siècle et Milarépa. Le nom signifie « La tanière du tigre », la légende affirmant que Padmasambhava (Guru Rinpoché) vola jusqu'au monastère sur le dos d'un tigre. En 1968, lors d'une retraite de 10 jours à Taktshang où il invoqua Padmasambhava sous sa forme courroucée de Dorje Drolö et Karma Pakshi, Chögyam Trungpa composa La Sadhana du Mahamudra, et réalisa que pour permettre le développement d'une spiritualité authentique en Occident, il devait essayer d'exposer le matérialisme spirituel et ses embûches. 
Le monastère de Taktshang comprend sept temples qui peuvent tous se visiter. 
Le 19 avril 1998, un incendie éclate dans l'enceinte du bâtiment principal et de son complexe monastique. Des peintures, des objets et des statues sont endommagés. Le feu semble avoir été causé par un court-circuit ou, peut-être, par l'une des lampes à beurre destinées à éclairer les tapisseries en suspension. Un moine périt au cours du drame. Les dégâts engendrés sont estimés à 135 millions de ngultrum. En 2005, le gouvernement du Bhoutan et le roi du Bhoutan Jigme Singye Wangchuck financent et supervisent les travaux de restauration,,.
L'accès au monastère s'effectue à pied ou à dos d'âne.
À 300 mètres du monastère, mais à 800 mètres au-dessus du fond du précipice, la « Tanière du Tigre » est un reclusoir. Un moine s'y isole pour trois ans. Un frère lai lui apporte chaque jour sa nourriture à la porte. Ils ne se voient et ne se parlent jamais.

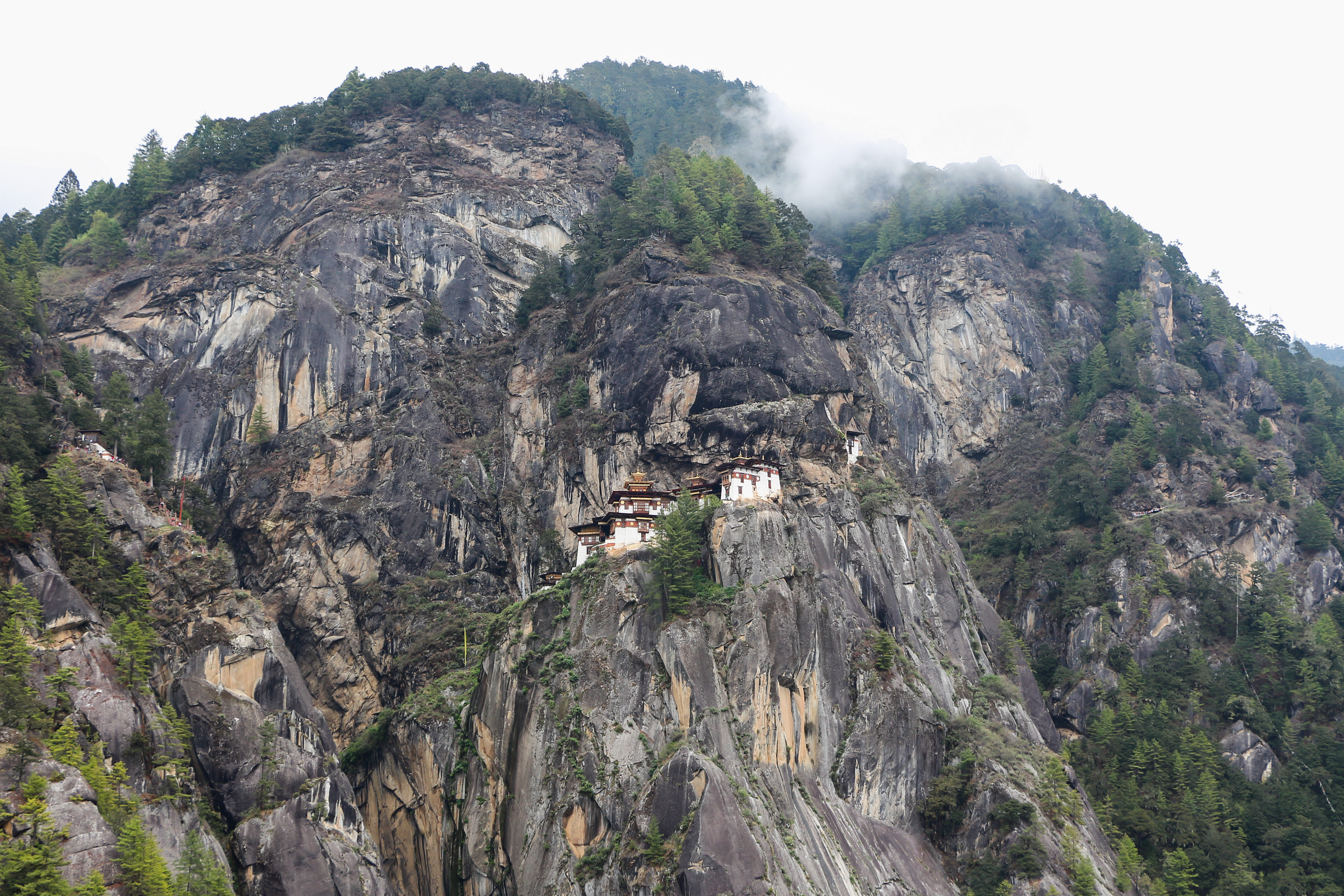
Vue du site.
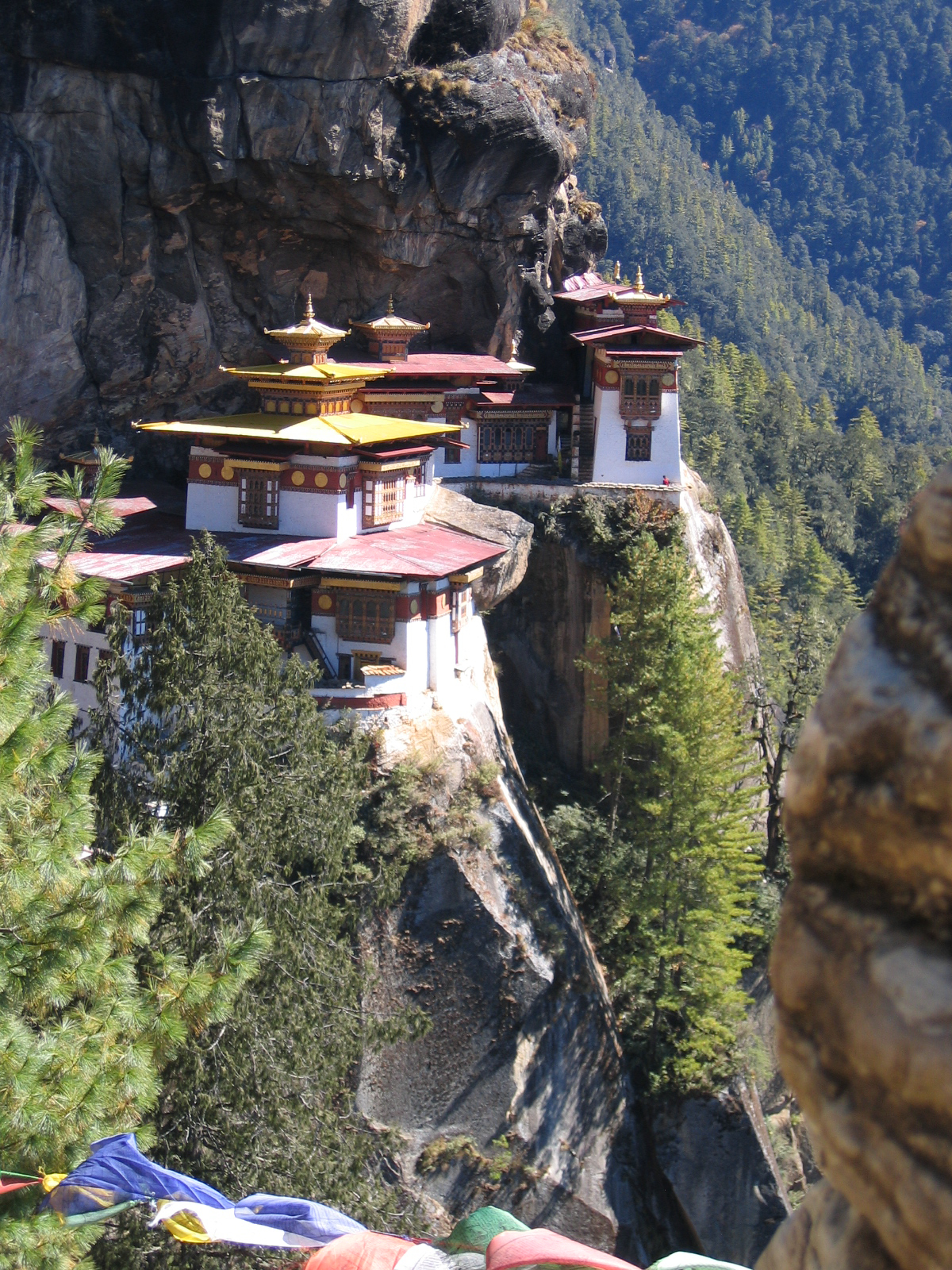
Vue partielle.
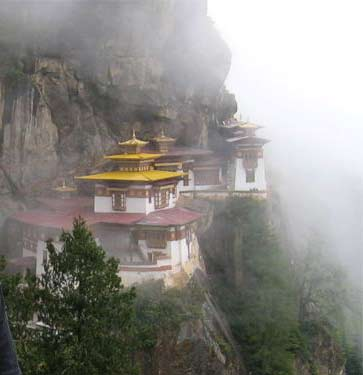
Brume sur le monastère.
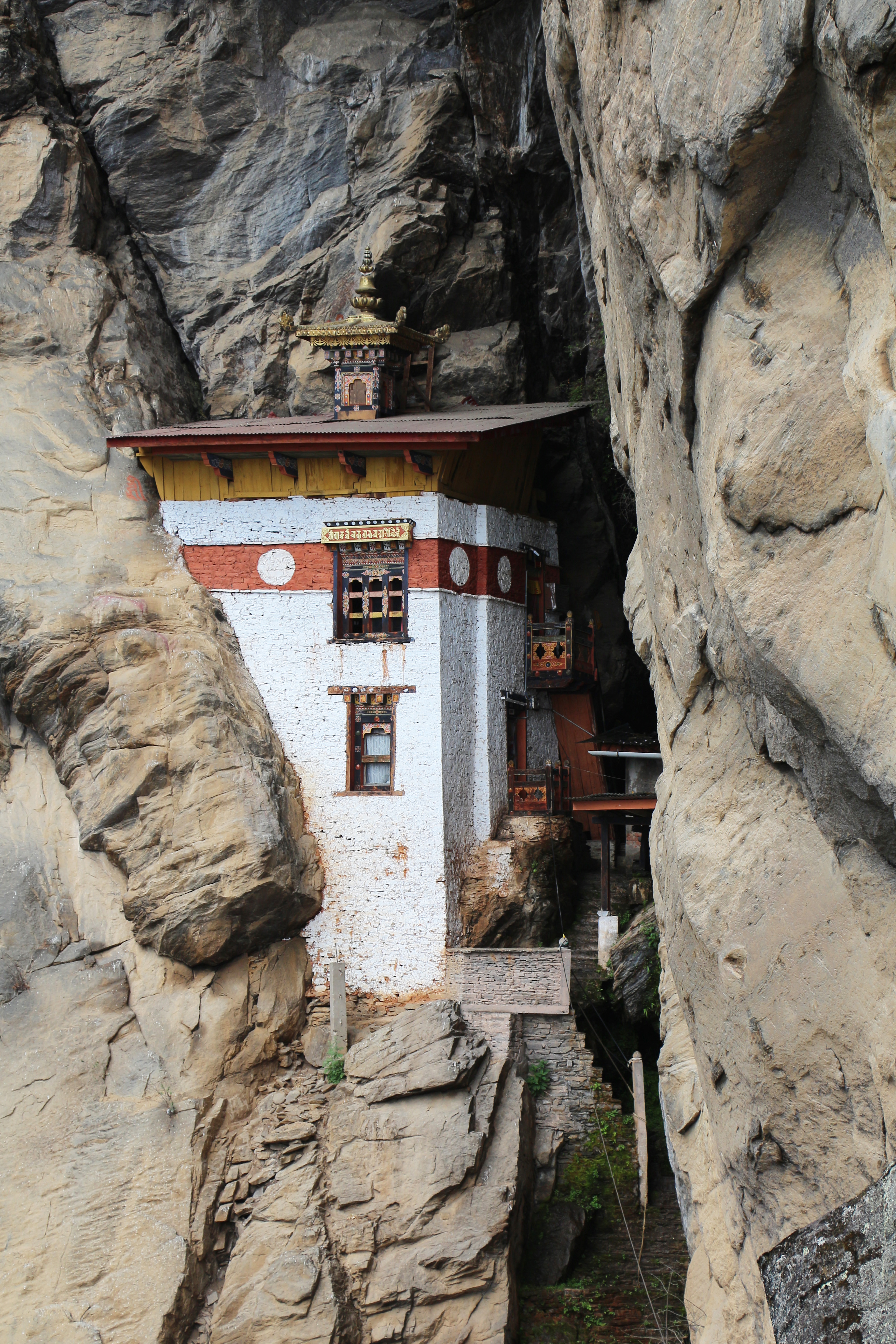
Un des bâtiments du monastère.
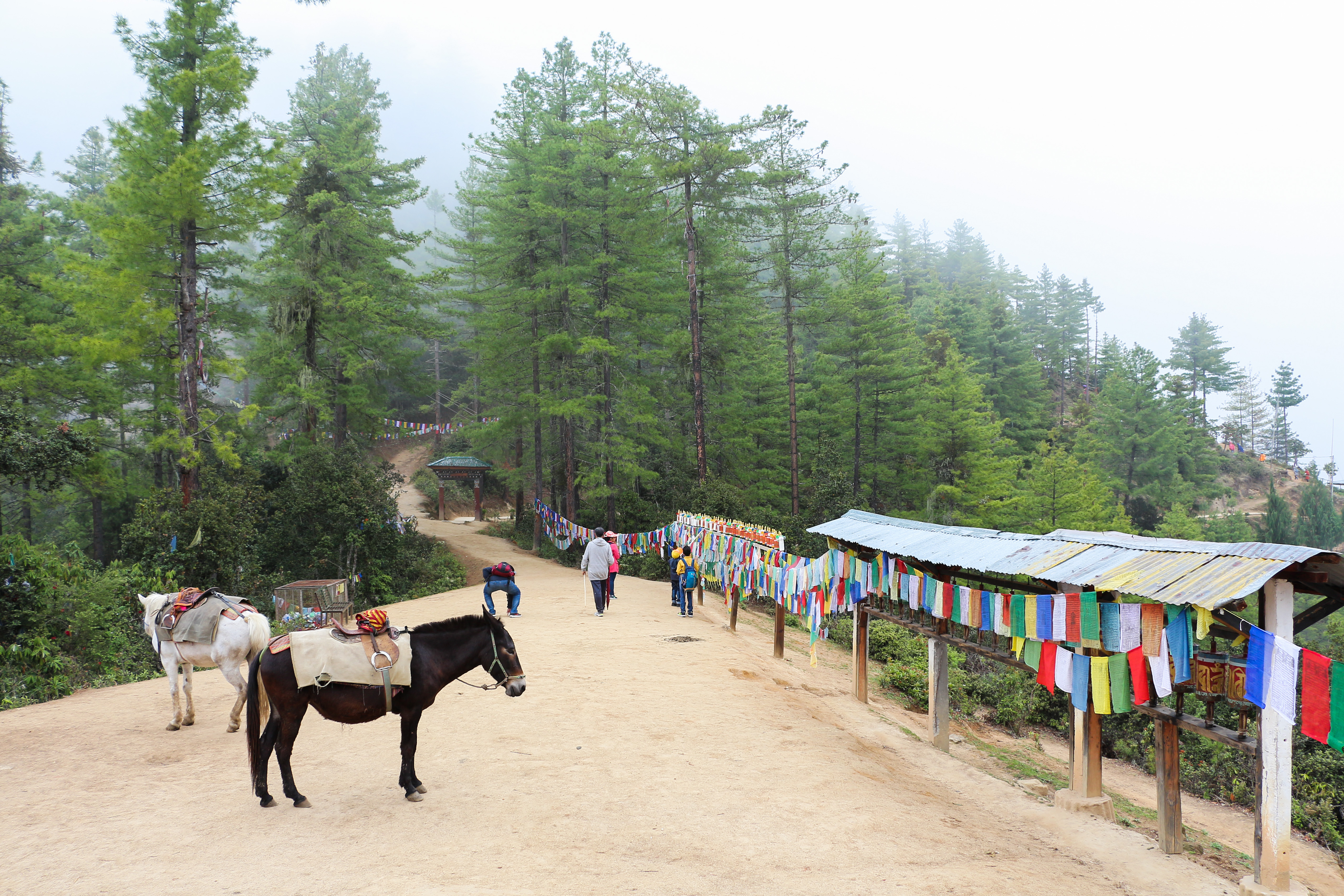
Sentier qui mène au monastère.